# 维尔京戈尔达岛

维尔京戈尔达岛

维尔京戈尔达岛，为英属维尔京群岛岛屿。面积居英属维尔京群岛第3位，人口居第2位。面积约21平方公里。岛上的主要城镇为西班牙镇，位于该岛西南部。该岛为英属维尔京群岛的主要旅游目的地。岛上有维尔京戈尔达机场。